# 1877年铁路大罢工
1877年铁路大罢工（英語：Great Railroad Strike of 1877），亦稱“大动乱”（Great Upheaval），是指巴尔的摩與俄亥俄铁路公司（B&O）屬下員工於1877年舉行的罷工行動。
1877年，鐵路公司三度削减工资，導致工人於7月14日在马丁斯堡發起持續45天的罷工。由於经济问题和工资压力，其他城市包括纽约州、宾夕法尼亚州、马里兰州、伊利诺伊州和密苏里州亦有工人發起罢工。在罷工活動的高峰期，有約10万名工人參與。不少建筑工具和铁路车辆在罷工活動中被破壞和焚毀，估计有100人丧生。當地市政府和州政府在国民警卫队、联邦军队和铁路公司组织的私人民兵协助下，以武装民兵对抗工人。加上联邦军队在多個地点採取干预工人的行為，大部分动乱在8月初成功被镇压。
1800年代，工人並没有工会代表，未能透過工會進行溝通。其後，工人自行组织工会以争取更佳工资和工作条件。不少城市擔心社会出現混乱而修建军械库来支持各自的民兵組織，防御建筑至今仍是镇压當時劳工动乱的象征。
一方面，罷工令当地人担心工人會像1871年巴黎公社般崛起。另一方面，公众对工人工资和工作条件的关注也提高了。1880年，B&O成立了员工救济协会，向工人提供死亡福利和医疗保健。鐵路公司在1884年亦設立工人养老金计划。其他改善措施則需要经济增长和工资增长才能實施。

## 经济萧条
1873年，美国出現金融恐慌，導致長達65個月的大萧条，是美國歷史上最長的經濟衰退（比起1930年代經濟大萧条更長）。位於纽约的杰伊·库克（Jay Cooke）银行宣佈倒闭，隨後Henry Clews銀行亦宣佈倒闭，引发银行倒闭连锁反应，纽约股市暂时关闭。
失业率急剧上升，在1876年已达到14%；而整体工资下滑45%，处于严重就业不足狀態。大量美国企业破产，出現超过10亿美元的债务违约。在1873年至1874年的冬季，纽约有四分之一的工人失业，国家新铁路建设亦从1872年的7,500英里下降到1875年的1,600英里，钢铁产量下降了45%。

## 罢工原因
内战结束後铁路建设繁荣。在1866年至1873年，不同的鐵路公司由东海岸至西海岸，合共铺设了约5.5万公里（3.5万英里）的新铁路。铁路公司是农业以外第二大雇主，需要大量資金，而投机者投入大量资金，導致非正常增长和过度扩张，带来巨大金融风险。杰伊·库克（Jay Cooke）的公司和不少银行将不成比例的储户资金投入铁路行业，為随后倒闭埋下計時炸彈。
在尚未處理妥善的土地上修建新铁路需要土地賠款和贷款，只有政府能提供相關资金。政府因應這些限制以杰伊•库克的公司作为联邦资金的渠道，成为铁路建设的联邦代理人，進一步加劇库克破产对美国经济的影响。
1873年的金融恐慌後，工人和资本家之间产生了强烈的对立情绪。来自欧洲的移民增加的同時，农村工人也向城市迁移，兩者之間就业竞争加剧，企业需要压低工资和大量裁员。工资在1877年出現10%削减，对资本家的不信任和恶劣的工作条件，导致多次铁路罢工的出現。火车无法正常運作，经济其他組成部分受到了螺旋式影响。工人在暴力镇压下继续组织工會，管理层則努力嘗試打破这种运动，主流社会和天主教会担心劳工组织是革命社会主义的象徵，導致工人与资本家的紧张局势在大萧条结束后仍然持续。
在1743年，天主教教会起禁止参加秘密社团，理由是反对共济会的反天主教，但不少工人是天主教徒。在19世纪末，一个擁有70万名成员的全国性並以天主教为主的组织劳工骑士团（KOL）嘗試代表所有工人。1888年，巴尔的摩大主教詹姆斯·教吉本斯同情工人，并与其他主教合作，解除了禁止工人加入KOL的禁令。其他工人也采取了行动，導致社会在随后几十年动荡不安。1886年，塞缪尔·冈帕斯创立美国劳工联合会，专门从事技术工艺贸易，吸引了其他行业的技术工人，其他劳工组织也跟隨。

## 大罢工

### 马里兰州

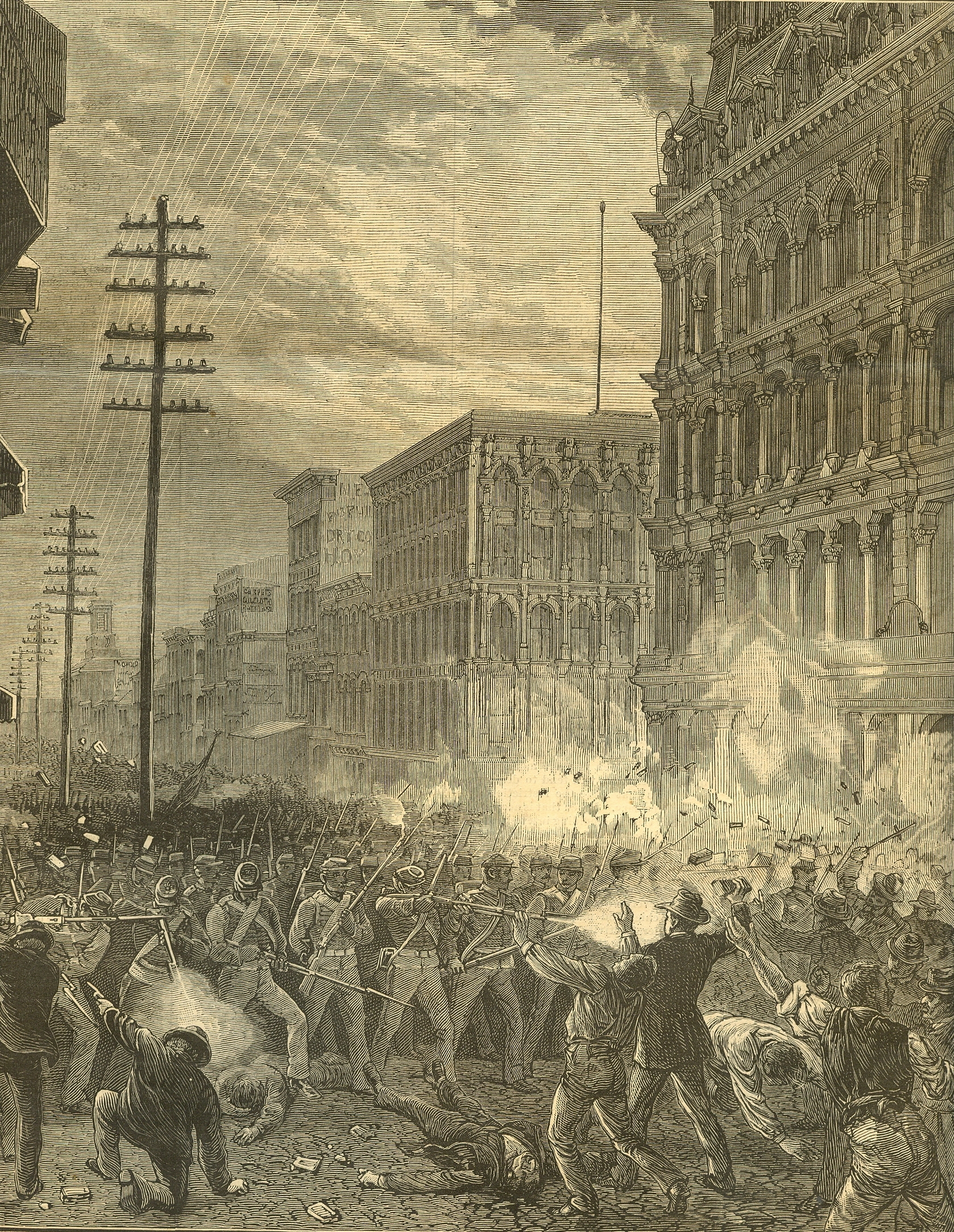
1877年7月20日，第六军团在老城区/琼斯镇地区的东费耶特和北前街的军械库中的激烈對抗

罢工蔓延到马里兰州西部重要铁路枢纽、阿勒格尼县首府坎伯兰，货运和客运服務受阻。
自美國內戰以来，巴尔的摩著名的第五军团（Dandy Fifth）和前州武装的第六军团已经重组。因應马里兰州州长和B＆O总裁的请求，第五军团从旧里士满市场上方的军械库沿着北霍华德街行进，并且未向南前往B＆O的总部，而是前往卡姆登街火车站，登上等候的西行火车到黑格斯敦和坎伯兰。第六军团不幸地在老城区/琼斯镇地区的东费耶特和北前街的军械库中集结，無法避免與普通市民、暴乱者和罢工者爆發衝突。他们沿着巴尔的摩街的主要商业街道进攻到卡姆登。这可怕的场景令人联想内战时期發生在1861年4月死傷惨烈的“普拉特街骚乱”。当第六团大量部队向巴尔的摩街上的一群袭击人群发動截击时，10名平民被殺和25人受伤。暴乱者伤害几名民兵，破壞B＆O集团的发动机和火车车厢，焚燬部分位於南霍华德和西卡姆登街道的火车站。民兵除了困在周围的卡姆登調車場中，也被武装暴徒包围。該處秩序在总统拉瑟福德·B·海斯於7月21日至22日派遣联邦军队和美国海军陆战队员前往巴尔的摩後恢复。